# Extensões multimídia sem fio
Extensões multimídia sem fio (Wireless Multimedia Extensions, WME), também conhecidas como Wi-Fi Multimedia (WMM), é uma certificação de interoperabilidade da Wi-Fi Alliance, baseada no padrão IEEE 802.11e, a qual  fornece recursos básicos de qualidade de serviço (QoS) para redes IEEE 802.11 . O WMM prioriza o tráfego de acordo com quatro categorias de acesso (AC): voz (AC_VO), vídeo (AC_VI), melhor esforço (AC_BE) e segundo plano (AC_BK). Todavia, ele não fornece a taxa de transferência  prevista. É adequada para aplicações bem definidas que requerem QoS, como Voice over IP (VoIP) em telefones Wi-Fi (VoWLAN).
O WMM substitui a função de coordenação distribuída Wi-Fi DCF para transmissão de quadros sem fio CSMA/CA pela Função de Coordenação Distribuída Aprimorada (EDCF). EDCF, de acordo com a versão 1.1 das especificações WMM da Wi-Fi Alliance, define os rótulos de categorias de acesso AC_VO, AC_VI, AC_BE e AC_BK para os parâmetros Enhanced Distributed Channel Access (Acesso aprimorado ao canal distribuído, EDCA) que são usados por uma estação habilitada para WMM (Wireless Multimedia Extensions) para controlar por quanto tempo ele define sua Oportunidade de Transmissão (TXOP), de acordo com a informação transmitida pelo ponto de acesso à estação. É implementado para QoS sem fio entre mídia de radiofrequência.

## Certificação de economia de energia
A Wi-Fi Alliance adicionou a certificação Power Save à especificação WMM. O Power Save usa mecanismos do 802.11e e do 802.11 para economizar energia (para equipamentos alimentados por bateria) e ajustar o consumo de energia. A certificação fornece uma indicação de que o produto certificado é direcionado para aplicações de energia com limitações, como telefones celulares/smartphones e dispositivos de energia portáteis (ou seja, aqueles que requerem bateria ou recarga, como smartphones).
O conceito subjacente do WMM PowerSave é que a estação (STA) aciona a liberação de dados armazenados em buffer do ponto de acesso (AP) enviando um quadro de dados de uplink. Após o recebimento de tal quadro de dados (trigger), o AP libera dados previamente armazenados em buffer armazenados em cada uma de suas filas. As filas podem ser configuradas para serem ativadas por gatilho (ou seja, um recebimento de um quadro de dados correspondente à fila atua como gatilho) e habilitadas para entrega (ou seja, os dados armazenados nas filas serão liberados após o recebimento de um frame). As filas referem-se aos quatro categorias de acesso (Access Categories) definidos para o WMM.